# 埃特曼安吉

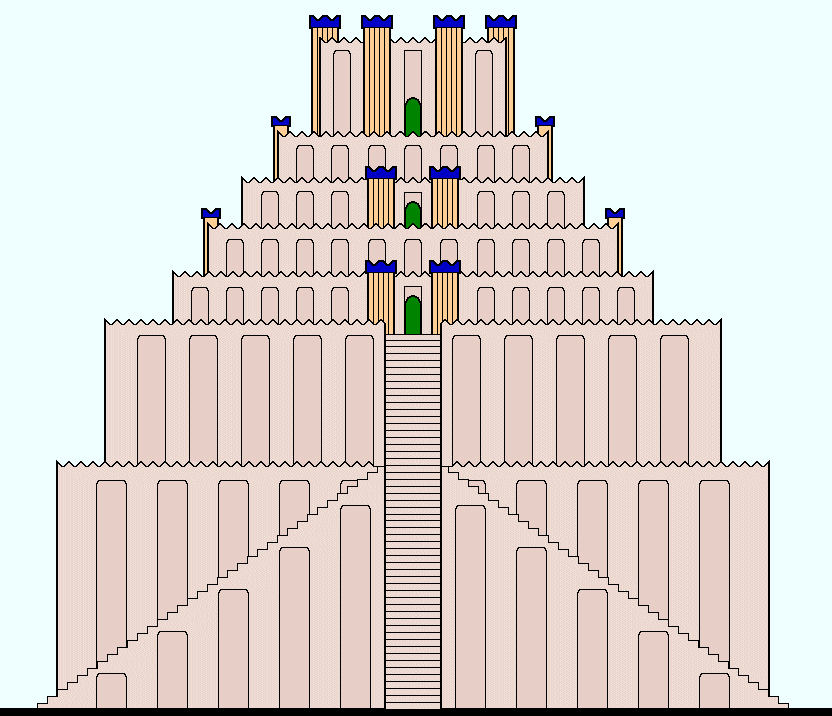
埃特曼安吉神廟的重建圖，高91 m。

埃特曼安吉神塔（羅馬化：É.TEMEN.AN.KI，直译：「天地之基神廟」）是位於古代美索不达米亚巴比倫城的一座為蘇美爾神祇马尔杜克所建的金字形神塔。由由新巴比倫帝國国王那波帕拉薩爾修建献给美索不达米亚的神马尔杜克。
它現在只剩下廢墟，位於伊拉克巴格達以南約90公里（56英里）處。許多學者認為埃特曼安吉很可能是《聖經》巴別塔的故事的靈感來源。

## 建設
埃特曼安吉的建造時間尚不清楚。英國亞述學家和學者安德魯·R·喬治表示，它可能建造於公元前14世紀至公元前9世紀之間。他的論點如下：

在《埃努瑪·埃利什》（Enûma Eliš VI 63: George 1992: 301–302）中提到的巴比倫的一座錐形神塔提供了更確鑿的證據。這首詩的中亞述片段證實了這座塔已經存在於公元前第二千年。根據描述，這座塔被稱為ziqqurrat apsî elite，即「阿普神殿的上方錐形神塔」，被認為就是「埃特曼安吉」。

公元前689年，巴比倫被亞述帝國的國王辛那赫里布摧毀，他聲稱摧毀了埃特曼安吉。並為了修復巴比倫而耗盡88年的時間，針對巴比倫的修復工作由亞述國王阿萨尔哈东開始，後由那波帕拉薩爾及其兒子尼布甲尼撒二世繼續完成。城市的中心特徵是马尔杜克神廟（埃薩吉拉神廟），鄰近埃特曼安吉神塔。
費諾洛斯等人則指出：「『巴別塔』不是一次性建成的，而是歷史上一系列相繼建造、毀壞和重建的結果。它的起源可追溯到汉谟拉比統治時期，並持續至今，直到其不可避免的最終毀壞。」。古代文獻中討論的「塔」指的是新巴比倫帝國時期的這座紀念碑。

## 描述

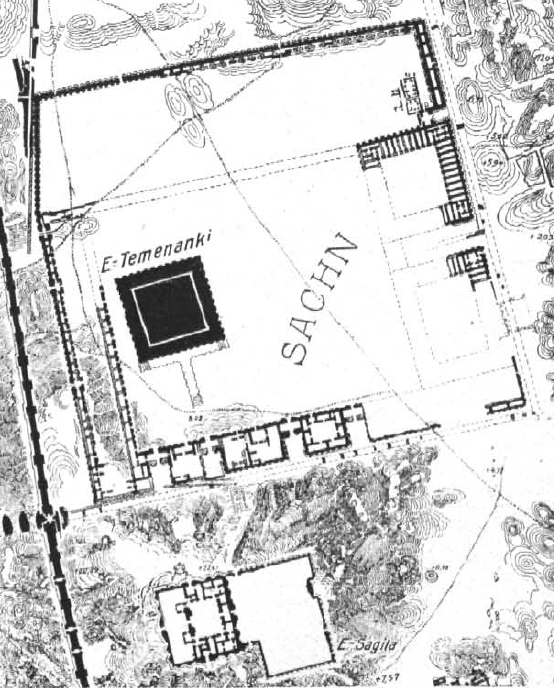
埃特曼安吉所在區域的平面配置圖

一個新巴比倫時期的尼布甲尼撒二世的皇家銘文刻在一塊來自巴比倫的石碑上，據稱是在罗伯特·科尔德威在1917年的挖掘中被發現，其真實性仍不確定。但該銘文內容提及到：「我建造了巴比倫埃特曼安吉的錐形神塔，它是世界人民的奇蹟，我將它的頂部抬至天空，為門設置門扇，並用沥青和磚覆蓋。」石碑上有個淺浮雕展示埃特曼安吉的結構圖，包括高聳的第一層，配有成對的階梯，還有五層逐級上升的階梯和座落在結構頂部的寺廟。同時還顯示了一個平面圖，描述了支撐外牆和包圍中心神殿的內殿房間。
至於1880年代發現的帶有那波帕拉薩爾銘文的基石，有兩個倖存下來，其中一個銘文如下：

當時我的主神馬爾杜克告訴我關於巴比倫的錐形神塔「大地七灯庙（E-temen-anki）」。它在我的時代之前已經非常虛弱且嚴重瓦解。馬爾杜克指示我要將它的地基牢固於地下深處，使其頂端與天空一般高。
我用象牙、黑檀木和木材製作了鏟子、鏟子和磚模具，並將它們交給了徵召來的大量工人。我讓他們製作無數的泥磚和像無數雨點一樣的磚，我讓阿拉斯河如洶湧的水流運送瀝青。通過埃亞的睿智和馬爾杜克的智慧，我委託了最聰明的專家，並讓測量員用十二肘的標準測量規確定尺寸。建築大師拉緊測量繩，確定了界限。
我諮詢了太陽神、風神和馬爾杜克，每當我的心思考慮尺寸時，偉大的神靠著通過神諭的程序告訴我真相。通過驅魔的技藝，埃亞和馬爾杜克的智慧，我淨化了那個地方，並使其基礎平台穩固地建立在古老的基礎上。在基礎上，我鋪設了來自山川和海洋的金、銀和寶石。在磚工下，我放置了堆滿發光的鹽精、香氣濃郁的油、芳香和紅土。
我製作了我王家的肖像，背著土籃子，並將它們不同地放在基礎平台上。我向我的主神馬爾杜克鞠躬。我捲起我的衣服，我的王袍，頭上扛著磚塊和泥土。我用金和銀製作了土籃子，並讓我的長子尼布甲尼撒和工人一起攜帶著與酒、油和樹脂碎片混合的土。我讓我可愛的小兒子納布瑟米利西爾拿起鏟子和鏟子，並背負著一個金銀製的土籃子，作為禮物送給了我的主神馬爾杜克。
最終，我以歡愉和歡呼建造了這座建築，的複製品，並將其頂端建得像一座山一樣高。為了我的主神馬爾杜克，我讓它成為一個值得驚嘆的物體，就像以前一樣。

2011年，學者在史柯源收藏品1911年的收藏中發現了已知最古老的埃特曼安吉圖像描繪。這塊被稱為「巴別塔石碑」的黑色石頭上雕刻著埃特曼安吉，記載日期為公元前604年至562年，正值尼布甲尼撒二世時期。
埃特曼安吉的規劃在公元前229年的烏魯克的一塊楔形文字牌上有描述，這是一份複製於較古老文本的副本（現存於巴黎羅浮宮，稱為『埃薩吉拉』牌）。亞述學家喬治·史密斯於1876年翻譯了該文本，將塔的高度定為七層（91公尺），每邊長91公尺的方形基座。這座泥磚結構在1913年由羅伯特·科爾德韋的挖掘中得到證實。
在建築的南側發現了一個大型樓梯，三道門與埃薩吉拉相連。另一個更大的門向東與埃特曼安吉連接，並通往神聖的行進路線（現已在柏林的佩加蒙博物館中重建）。
在『埃薩吉拉』牌的翻譯之前，巴比倫錐形神塔的細節僅從古希臘歷史學家希羅多德（約公元前5世紀）的著作中得知，他稱其為「宙斯的神殿」，其中描述了神廟的龐大。：

城鎮的每個區域中心都有一座堡壘。在其中一個區域，是國王的宮殿，四周環繞著一道堅固而宏偉的城牆。在另一個區域，則是朱庇特[宙斯]貝魯斯的神聖領域。這是一個每邊兩弗郎（402米）的方形圍場，有堅固的黃銅門，據我所知，這在我生活的時代仍然存在。
在領域的中央有一座堅固的磚塔，長寬各兩弗郎（201米）。塔上建有第二座塔，之後是第三座，依此類推，共有八座塔。通往頂部的路徑在外部，沿著所有塔樓盤旋而上。當攀登者到達大約一半的時候，會找到一個休息處和座位，供人們在通往山頂的路上休息。
在最高的塔樓上，有一座寬敞的神殿。神殿內有一張異常大的床，裝飾華麗，旁邊有一張黃金桌子。在這個地方沒有豎立任何雕像，夜晚也沒有任何人進入房間，只有一個當地女子據說是由該神選擇的，她是這個國家所有女性中的一員，正如迦勒底人[即巴比倫人]，這個神的祭司所宣稱的。

這座朱庇特貝魯斯塔樓被認為是指阿卡德神柏爾，其名字被希羅多德希腊化為宙斯貝魯斯。很可能對應於埃特曼安吉。然而，希羅多德並沒有說他參觀過巴比倫或這座錐形神塔；這份描述包含多處不準確之處，很可能是二手資料。

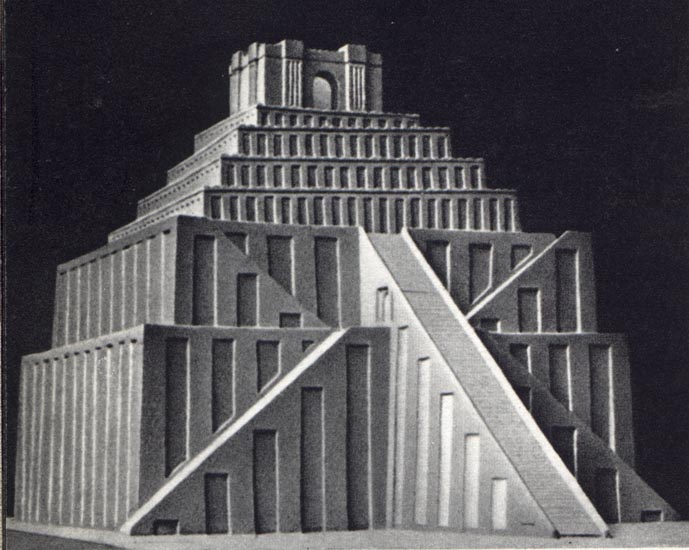
埃特曼安吉的藝術描繪
1911年發現帶有埃特曼安吉圖像的泥板，屬史柯源收藏品（英语：Schøyen Collection）的一部分。
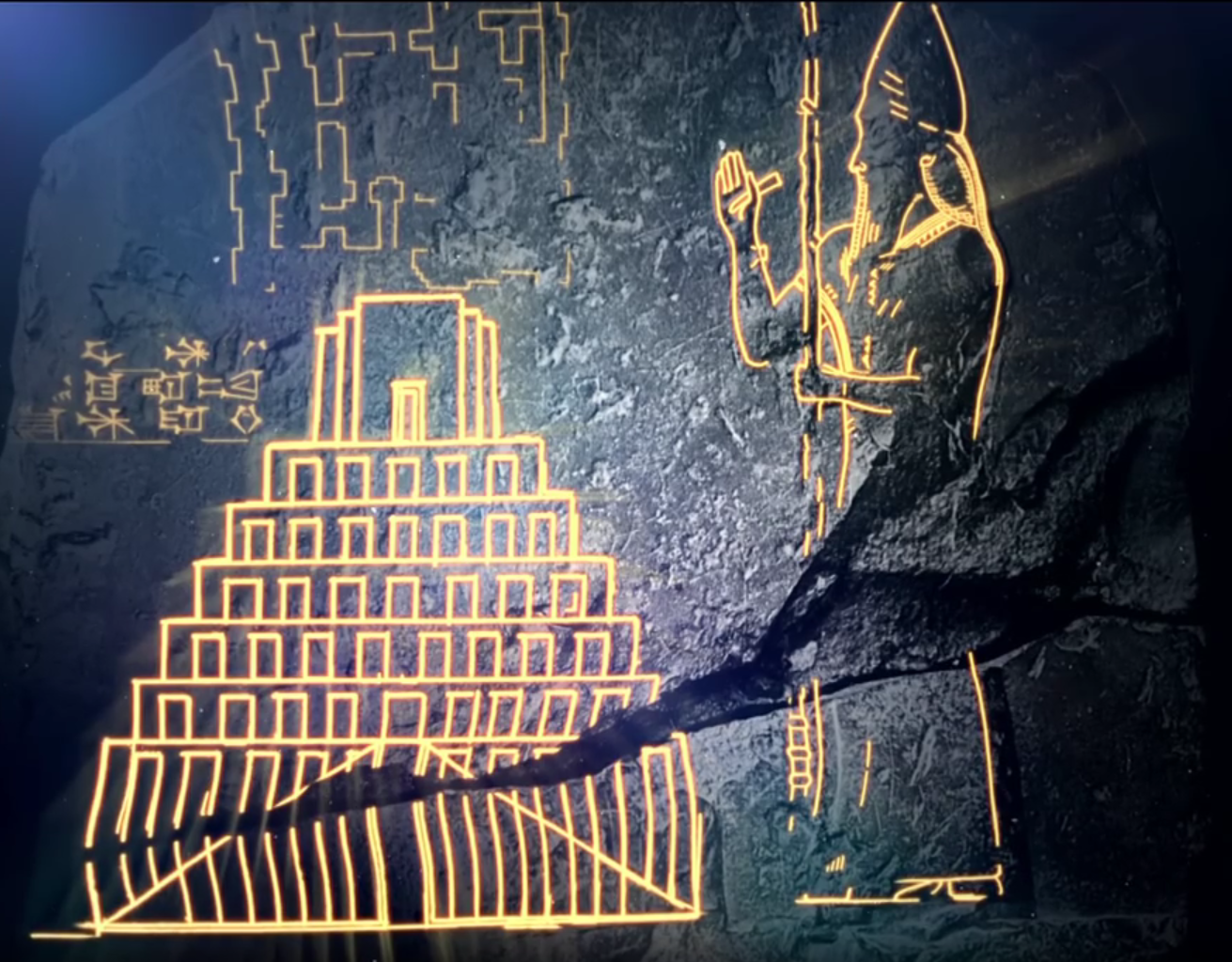
1911年發現帶有埃特曼安吉圖像的泥板（線條顯示）
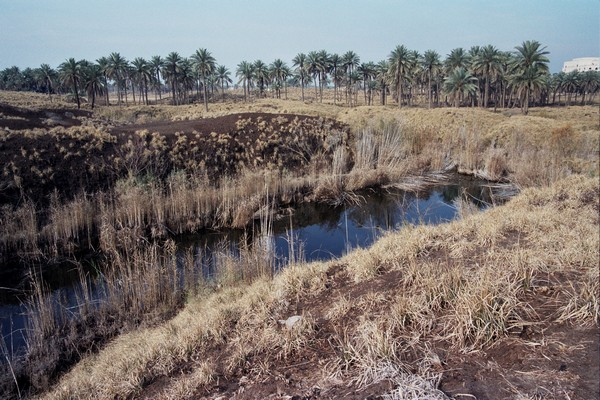
埃特曼安吉地基遺蹟，現已成為濕地

## 拆除
公元前331年，亞歷山大大帝攻佔了巴比倫，並下令修復埃特曼安吉。當亞歷山大在公元前323年返回這座古城時，他發現埃特曼安吉的修復工程沒有任何進展，於是命令他的軍隊拆毀整座建築，以準備進行最終的重建工程。然而，他的死亡阻止了埃特曼安吉的重建計劃。
《巴比倫編年史》和《巴比倫天文日記》記錄了多次重建埃特曼安吉的嘗試，每次都是在清除原始錐形塔的最後殘骸之前進行的。《埃薩吉拉的毀滅》編年史提到，塞琉古帝国的王儲安条克一世決定重建它，並做好了準備。然而抵達現場後，他因被建築的碎石絆倒。導致他憤怒命令他的大象車夫摧毀最後的殘骸。至此之後，古代文獻再也沒有對埃特曼安吉的提及。

### 對高度的現代假設
現代學者質疑古代巴比倫資料（“埃薩吉拉”錄板）中埃特曼安吉高達91公尺的說法。包括對埃薩吉拉文本的解釋提出一個嚴重的技術問題：『錐形塔的前兩個梯田的過高，以及建築物的總高度違反了靜力學和原始土磚等材料的抗壓強度的定律。』
即使考慮到六層梯田結構的設計變化，以那樣的高度，結構上的壓縮應力將是同一時期相似結構的兩到三倍。費諾洛斯等人建議，假設該結構確實採用了類似「巴比倫塔」石碑中所描繪的六層梯田設計，那麼錐形塔的高度可能更接近54公尺。頂部的神殿再增加了12公尺的高度，總高度為66公尺。

## 在流行文化中
- 在《文明VI》的葡萄牙包中，埃特曼安吉被引入作為遊戲中的奇蹟之一。
- 在Lucasarts的PC遊戲《印第安納瓊斯與地獄機器（英语：Indiana_Jones_and_the_Infernal_Machine）》中，埃特曼安吉是遊戲的關鍵地點，最終被揭示為聖經中的巴別塔和供奉給神馬爾杜克的寺廟。

### 書籍
- A. R. George, "E-sangil and E-temen-anki, the Archetypal Cult-centre?" in: J. Renger, Babylon: Focus mesopotamischer Geschichte, Wiege früher Gelehrsamkeit, Mythos in der Moderne (1999 Saarbrücken)
- Hans-Jörg Schmid, Der Tempelturm Etemenanki in Babylon (1995 Mainz) ISBN 3-8053-1610-0
- The Tower of Babel Stele, Schoyen Collection （页面存档备份，存于）
- Jona Lendering. . Livius.org. 2003  [23 May 2017]. （原始内容存档于2017-11-02）.
- Fenollós, Juan Luis & Vegas, Fernando & Mileto, Camilla. (2005). Etemenanki: nuova ipotesi di ricostruzione dello ziggurat di Nabucodonosor II nella cittá di Babilonia. ISIMU: Revista sobre Oriente Próximo y Egipto en la antigüedad 8 (2005): 201-216. （页面存档备份，存于）